# Paradies verloren
Paradies verloren lautet der Titel von Cees Nootebooms Roman, dessen Originalausgabe 2004 unter dem niederländischen Titel Paradijs verloren erschien. Die deutsche Übersetzung von Helga von Beuningen wurde 2005 vom Suhrkamp Verlag herausgegeben.

## Inhalt
Im Prolog berichtet der Autor von einem Flug von Friedrichshafen nach Berlin. Er schreibt während des Fluges den Beginn einer Einführung für einen Bildband über Friedhofsengel. Eine attraktive Mitpassagierin hat ein Buch dabei, dessen Titel erst beim Landeanflug von ihm entziffert werden kann, der Titel des Buchs, zu dem der Prolog gehört.
Angeführt wird der Roman mit einem Abdruck aus John Miltons Gedicht „Verlorenes Paradies“. Im ersten Kapitel berichtet die brasilianische Erzählerin Alma von ihrer Fahrt von zu Hause in São Paulo in ein Armenviertel (die Favela Paraisópolis), wo sie von einer Gruppe von Männern vergewaltigt wird. Während sie sich daran erinnert, liegt sie in Australien neben einem Aborigine-Künstler, den sie auf einer Ausstellung in Adelaide kennengelernt hat.
Sie erzählt von ihrer Freundschaft mit Almut, die von Deutschen abstammt, während die Erzählerin einen deutschen Vater und eine Mutter südländischer, vielleicht indianischer Herkunft hat. Der gemeinsame Traum der Jugendlichen ist eine Reise nach Australien, die sie schließlich antreten. Zuvor studiert die Erzählerin Kunstgeschichte und hat einen „Engeltick“, sie schwärmt für Botticelli-Engel. Alma berichtet von der Reise in Australien, welche die beiden jungen Frauen mit Jobs vor Ort finanzieren. Sie erzählt außerdem von ihren Schwierigkeiten, ihrem zeitweiligen Aborigine-Partner näher zu kommen, ihn und seinen Hintergrund zu verstehen. Diese Differenz zwischen westlichem Denken und der Philosophie, Kultur und Tradition der australischen Ureinwohner ist ein zentrales Thema dieses Teils des Romans. Dies spitzt sich zu, wenn die Erzählerin die Begegnung mit einem sehr alten ethnologischen Experten für die Kultur der Aborigines schildert. Dessen Erfahrung kulminiert in der Feststellung zu seinem eigenen Grundlagenband: „… am Ende weißt du alles und vergisst es sofort wieder.“ Bald darauf aus machen sich die beiden Frauen auf zu einem Felsüberhang mit der Zeichnung eines uralten „Dreamings“. In Gesprächen versuchen die beiden, ein Verständnis für diese vielleicht 40.000 Jahre alte Kultur zu entwickeln. Gleichzeitig wird ihnen klar, wie verloren die ihnen in den modernen Städten begegnenden Ureinwohner sind. Als die beiden Protagonistinnen in finanzielle Schwierigkeiten geraten stoßen sie auf ein Angebot des Engel-Projekts in Perth. Dort werden gegen Honorar Mitwirkende gesucht. Beide werden angenommen. Das Projekt sieht vor, dass Engel an vielen Orten der Stadt verborgen sind und auf festgelegten Routen gesucht werden können. Während Almut auf einem Theater als Engel ein Schwert in die Luft streckt, muss die Erzählerin in einem Büro-Gebäude in Perth still in einem Schrank liegen und soll dort gefunden werden.
Im zweiten Teil des Romans erzählt der niederländische Feuilletonist Erik Zondag von seiner nicht krisenfreien Beziehung zu Anja und mit einem ironischen Blick von seiner beruflichen Beschäftigung mit der niederländischen Literatur. Zwischen den Zeilen lauert so etwas wie eine Midlife Crisis. Der Empfehlung eines Freundes folgend, unternimmt er voller Skepsis eine Kur in einem Hotel in den österreichischen Alpen. Er will/soll ein „neuer Mensch“ werden. Es steht eine Umstellung der Ernährung an, viele Anwendungen erwarten den Niederländer. Gegen Ende der von ihm schließlich als wohltuend empfundenen Kur erkrankt seine Masseurin. Ihre Vertretung übernimmt eine Frau, die Zondag wiedererkennt. Der Engel aus Perth, der Engel aus dem Schrank in der Bank West. Sie lernten sich kennen. Es folgt die Rückblende. In Perth hatte es keine Verabredung für ein Wiedersehen gegeben. Auch in Österreich setzt Alma auf den Zufall, der ein Wiedersehen bestimmt. – Zum Ende des Romans schließt sich der im Flugzeug begonnene Kreis. Der Autor trifft im Zug von Berlin nach Moskau erneut auf seine Leserin, mit der er sich übers Schreiben unterhält: „Wie fanden Sie das Buch? fragte ich“.

## Form
Der Einstieg des Autors ist ein ironischer Blick aufs eigene Handwerk, wenn er sein eigenes Buch in den Händen einer Frau erblickt, der er im abschließenden Kapitel erneut begegnet. Noteboom lässt zwei Erzähler zu Wort kommen und verdoppelt so die Perspektive aufs Reisen und auf die Erinnerung.

## Interpretation
Ausgehend von Miltons Gedicht zur biblischen Vertreibung aus dem Paradies verbindet Nooteboom mehrere Jahrhunderte europäischer Literaturgeschichte und spürt der modernen Suche nach den verlorenen Paradiesen nach. Für sie steht hier die archaische Kultur der indigenen Völker Australiens. Gleichzeitig ist der Roman ein Stück Reiseliteratur, die sich anregend mit Australien auseinandersetzt, den Projektionen aus Industrieländern und der komplizierten Realität zwischen Vermarktung und Ausgrenzung indigener Kulturen.

## Quelle
Cees Nooteboom „Paradies verloren“, Frankfurt am Main 2005